# Saint Briac
Ne doit pas être confondu avec Saint-Briac-sur-Mer.
Saint Briac (mort en 627 à Bourbriac) est un moine Irlandais venu en Bretagne en compagnie du gallois saint Tugdual et de soixante-dix autres religieux pour évangéliser le nord de la Bretagne.
Il est fêté le 17 décembre.

## Histoire et tradition
Il vécut sous la conduite de saint Tugdual, bâtit un monastère qui donna naissance à la localité de Bourbriac. Il préférait la contemplation et il se retira dans la solitude. Lorsqu'il fut infirme et malade de vieillesse, il revint finir ses jours dans son monastère.
Issu de la noblesse irlandaise, il vécut pendant la deuxième moitié du VIe siècle. Après ses études, il quitte son pays pour rejoindre un monastère au Pays de Galles dirigé par l’abbé Tugdual ou Pabu, ils débarquèrent en Bretagne et évangélisèrent toute la côte nord. A l’emplacement de la croix Saint Pabu au village de la chapelle, Briac érige un oratoire, ce sera le cœur du village. Saint-Briac est invoqué pour la guérison des maladies d’esprit. Il dota le village d’une source miraculeuse guérissant ainsi toutes ces afflictions. Son tombeau se trouve aujourd’hui à Bourbriac dans les Côtes-d'Armor où il fonda un monastère.
Au début du VIIe siècle, lorsque Tugdual, qui deviendra saint Pabu, décide de partir évangéliser la Bretagne il prend comme compagnon Briac né en Irlande de parents nobles, et c’est au cours d’une exploration de la région qu'il élève un oratoire qui laissera le nom de la chapelle de la future paroisse de Saint-Briac.
« Boubriac » vient du breton bourb (bourg) et de Saint-Briac, moine venu d'Irlande (de la province d'Ultonie). Briac, après ses études, rejoint Tugdual au pays de Galles. Il passe en Armorique à la suite de Tugdual et aborde en l'île de Kermorvan devant Le Conquest, paroisse de Ploumoguer en l'évêché de Léon. Après un séjour au monastère de Land-Pabu fondé par Tugdual, Briac va bâtir un monastère où est située à présent la paroisse de Boul-Briac, puis la Chapelle Notre-Dame de Bod-Fao (jadis en pleine forêt). Briac meurt, semble-t-il, en 627 (Dom Lobineau place cependant la mort de Saint Briac en 555).

## Histoire et réalité
Toute l'histoire de Briac repose sur un texte écrit par le moine breton Albert Le Grand en 1632, soit 11 siècles après la vie légendaire du saint, sur la base de quelques manuscrits du XIIeme siècle maintenant disparus. Il n'y a aucune autre trace historique du saint. Son culte n'apparaît surement qu'au XIe siècle. Une étude plus historique de la vie du saint montre que  probablement il n'a pas vécu au VIe siècle. De plus, le nom Briac n'est pas irlandais mais brittonique ou même breton de Haute Bretagne comme les nombreux noms en -ac de la région. Plus vraisemblablement, Briac est un moine de Haute Bretagne du Xe siècle qui est envoyé en basse Bretagne pour aider à la recatéchisation des bretons après les ravages des Vikings,,.